# Top 40-lijst van week 6, 1965
Deze hits stonden in 1965 in week 6 in de Nederlandse Top 40.

## Top 40 week 6, 1965
| Rang | Land     | Artiest                                                                                      | Titel                                     | Rang vorige week | Aantal weken in de Top 40 | Hoogste positie | Aantal punten |
| ---- | -------- | -------------------------------------------------------------------------------------------- | ----------------------------------------- | ---------------- | ------------------------- | --------------- | ------------- |
| 1    | CA       | Lucille Starr                                                                                | The French Song                           | 2                | 6                         | 1               | 235           |
| 2    | UK       | The Beatles                                                                                  | I Feel Fine                               | 1                | 6                         | 1               | 239           |
| 3    | US       | Chubby Checker                                                                               | Lovely, Lovely (Loverly, Loverly)         | 4                | 4                         | 3               | 122           |
| 4    | UK       | Petula Clark                                                                                 | Downtown                                  | 3                | 6                         | 3               | 192           |
| 5    | UK       | Cliff Richard                                                                                | I Could Easily Fall (In Love With You)    | 5                | 6                         | 4               | 206           |
| 6    | UK       | The Rolling Stones                                                                           | Little Red Rooster                        | 6                | 6                         | 4               | 198           |
| 7    | IT       | Adamo                                                                                        | Les Filles Du Bord De Mer                 | 8                | 4                         | 7               | 94            |
| 8    | NL SE OH | Orkest Gudrun Jankis / Stig Rauno / Jan Rohde & The Wild Ones / The Dutch Swing College Band | Letkis / Let kiss / Letkis / Letkis jenka | 17               | 4                         | 8               | 76            |
| 9    | IT       | Adamo                                                                                        | Dolce Paola                               | 7                | 6                         | 4               | 198           |
| 10   | US       | Trini Lopez                                                                                  | Adalita                                   | 9                | 6                         | 9               | 135           |
| 11   | UK       | Julie Rogers                                                                                 | The Wedding                               | 10               | 6                         | 9               | 185           |
| 12   | NL       | Gert Timmerman                                                                               | De Schommelstoel                          | 37               | 2                         | 12              | 33            |
| 13   | NL       | Wim Sonneveld                                                                                | Frater Venantius                          | 13               | 4                         | 13              | 80            |
| 14   | US       | Jay and the Americans                                                                        | Come A Little Bit Closer                  | 14               | 6                         | 13              | 140           |
| 15   | US       | Roy Orbison                                                                                  | Pretty Woman                              | 15               | 6                         | 3               | 199           |
| 16   | NL       | Willeke Alberti                                                                              | Mijn Dagboek                              | 11               | 6                         | 4               | 198           |
| 17   | CA       | Lucille Starr                                                                                | Crazy Arms/Colinda                        | 26               | 4                         | 17              | 66            |
| 18   | US       | The Supremes                                                                                 | Baby Love                                 | 12               | 6                         | 8               | 175           |
| 19   | IT BE    | Rocco Granata                                                                                | Noordzeestrand                            | 19               | 5                         | 18              | 96            |
| 20   | SX       | Trio Hellenique                                                                              | Ni Nanai                                  | 20               | 5                         | 17              | 93            |
| 21   | UK       | The Rolling Stones                                                                           | Tell Me                                   | 18               | 6                         | 11              | 150           |
| 22   | D        | Ronny                                                                                        | Kenn Ein Land/Kleine Annabell             | 28               | 6                         | 18              | 108           |
| 23   | NL       | Gert en Hermien Timmerman                                                                    | In Der Mondhellen Nacht                   | 21               | 6                         | 7               | 147           |
| 24   | UK       | The Rolling Stones                                                                           | Time Is On My Side                        | 22               | 6                         | 10              | 131           |
| 25   | NL       | Imca Marina                                                                                  | Harlekino                                 | 16               | 6                         | 5               | 175           |
| 26   | UK       | The Shadows                                                                                  | Genie with the Light Brown Lamp           | 23               | 4                         | 18              | 71            |
| 27   | UK       | Georgie Fame and the Blue Flames                                                             | Yeh Yeh                                   | 27               | 3                         | 27              | 32            |
| 28   | NL       | Helma & Selma                                                                                | Bergen van Tirol                          | 32               | 2                         | 28              | 22            |
| 29   | US       | Gene Pitney                                                                                  | I'm Gonna Be Strong                       | 25               | 5                         | 22              | 89            |
| 30   | UK       | The Kinks                                                                                    | All Day And All Of The Night              | 35               | 6                         | 17              | 100           |
| 31   | US       | The Drifters                                                                                 | Saturday Night at the Movies              | 24               | 5                         | 24              | 51            |
| 32   | UK       | Sounds Orchestral                                                                            | Cast your fate to the wind                | -                | 1                         | 32              | 9             |
| 33   | US       | P.J. Proby                                                                                   | Somewhere                                 | 39               | 2                         | 33              | 10            |
| 34   | NL       | ZZ en de Maskers                                                                             | Ik Heb Genoeg Van Jou                     | 30               | 6                         | 30              | 70            |
| 35   | US       | Brenda Lee                                                                                   | Ich Will Immer Auf Dich Warten            | 40               | 4                         | 33              | 18            |
| 36   | US       | The Supremes                                                                                 | Come See About Me                         | 31               | 6                         | 17              | 84            |
| 37   | BZ       | Los Indios Tabajaras                                                                         | Maria Elena                               | 38               | 6                         | 25              | 45            |
| 38   | CA       | Lorne Greene                                                                                 | Ringo                                     | 29               | 6                         | 20              | 50            |
| 39   | UK       | The Searchers                                                                                | What Have They Done to the Rain           | 34               | 3                         | 34              | 11            |
| 40   | US       | Trini Lopez                                                                                  | Lemon Tree                                | -                | 1                         | 40              | 1             |

## Nummers die vorige week wel in de lijst stonden, maar deze week niet meer
Deze week zijn er 2 nummers uit de lijst gegaan.
| Aantal weken volgehouden | Aantal punten | Hoogste positie | Rang vorige week | Land       | Artiest | Titel                       |
| ------------------------ | ------------- | --------------- | ---------------- | ---------- | ------- | --------------------------- |
| 4                        | 39            | 22              | 36               | Oostenrijk | Freddy  | Vergangen Vergessen Vorüber |
| 3                        | 31            | 30              | 33               | Duitsland  | Manuela | Schneemann                  |